# Tomas Riad

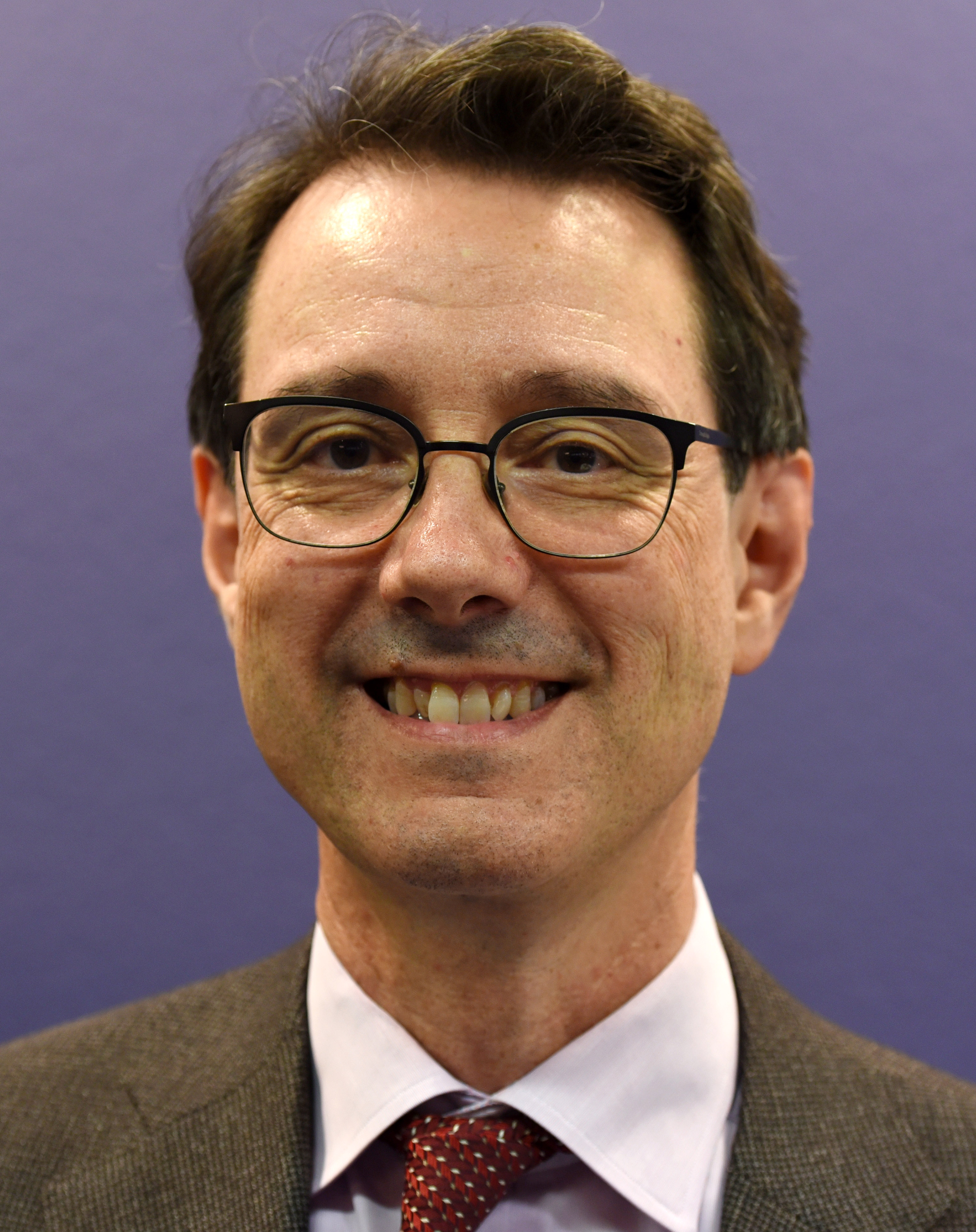
Tomas Riad, 2019

Tomas Staffan Riad (* 15. November 1959 in Uppsala) ist ein schwedischer Sprachwissenschaftler. Er ist Professor für Nordische Sprachen an der Universität Stockholm und seit 2011 Mitglied der Svenska Akademien. Er trat dort die Nachfolge der Schriftstellerin Birgitta Trotzig auf Stuhlnummer sechs an.

## Leben
Riad wurde zwar in Uppsala als Sohn des Architekten Hosni Riad und der Dozentin Eva Riad geboren, verbrachte aber seine ersten fünf Lebensjahre in Ägypten, dem Heimatland seines Vaters. Dieser gehörte den koptischen Christen an, die unter der Politik Nassers mehr und mehr litten. Daraufhin entschloss sich die Familie zum Umzug nach Uppsala, der Heimatstadt seiner Mutter. Riad legte das Abitur 1978 ab und studierte für ein Jahr an der Musikhochschule Royal College of Music in London Violine. Zurück in Schweden absolvierte er den Militärdienst als Funker und begann anschließend ein Studium an der Universität Uppsala in den Fächern Englisch, Irisch und Schwedisch. 1983 wechselte er an die Universität Stockholm und erhielt von 1985 bis 1986 eine Doktorandenstelle an der Brandeis University in den USA. Er beschäftigte sich dort mit Psychologie und Linguistik und kam mit Alan Prince in Kontakt, der sein Interesse für Phonologie weckte. 1992 wurde Riad promoviert. Seine Doktorarbeit trug den Titel Structures in Germanic Prosody – A diachronic study with special reference to the Nordic languages. Durch sie erhielt er die Möglichkeit zur Forschungsarbeit an der Stanford University in den USA. In einem späteren Stadium des Forschungsprojektes gelang es ihm, durch eingehende Analyse des antiken Versmaßes August Strindbergs, in dem Artikel Accents left and right (2009) zu zeigen, wie die Assimilation der klassischen Verslehre im Schwedischen funktionierte.
Mitte der 1990er Jahre kehrte er an die Universität Stockholm zurück und arbeitete als Forschungsassistent. Sein Interessenschwerpunkt lag nunmehr auf speziellen norwegischen und schwedischen Tonakzenten. In seinem 1998 veröffentlichten Artikel The Origin of Scandinavian Tone Accents stellte er die sprachgeschichtliche Hypothese auf, wie die Tonakzente entstanden. Er interessierte sich auch dafür, wie das Dänische sich in eine gänzlich andere Richtung entwickeln konnte. In dem Artikel The origin of Danish stød (2000) wird dieses Phänomen ausführlich behandelt. In seinen späteren Forschungen interessierte sich Riad dafür, wie Sprachrhythmus und -melodie die Wortbildung beeinflussen, was sich insbesondere an der Bildung von Spitznamen zeigen lässt. Er setzte sich damit in den Artikeln Svensk smeknamnsfonologi (2002) und Osynliga former i ordbildningen (2009) auseinander. Riad arbeitet in seinem aktuellen Forschungsprojekt Svenskans prosodiska hierarki mit der Intonationsforscherin Sara Myrberg zusammen. In seiner Antrittsrede in die Svenska Akademien vom 20. Dezember 2011 über seine Vorgängerin Birgitta Trotzig, führte  Riad eine grammatikalische Satzanalyse ihres Debütbuches Ur de älskandes liv (1951) durch. Sie eröffnet neue Sichtweisen auf Trotzigs Schreiben und stellt eine interessante Lesealternative dar.
Riad lebt heute zusammen mit seiner Lebensgefährtin im Stockholmer Bezirk Södermalm.

## Auszeichnungen
- Preis der Hochschulvereinigung für die beste Doktorarbeit (1992)
- Vollzeit Forschungsstipendium der Svenska Akademien über fünf Jahre (2005)
- Eva und Lars Gårdings-Preis der Sprachwissenschaft (2008)

## Werke
- Structures in Germanic prosody. A diachronic study with special reference to the Nordic languages, 1992
- The Germanic quantity shift. Amsterdamer Beiträge zur älteren Germanistik, 1995.
- Betoning och rytm i fri vers, Ernst Brunners Konstpaus. Ord och stil, 1996
- The Origin of Scandinavian tone accents. Diachronica, 1998
- Svenskt fonologikompendium, 1997
- Allting ryms i varje frö. Språk och stil, 1999
- The origin of Danish stød. I: Analogy, Levelling and Markedness. Principles of change in phonology and morphology., 2000
- Stöten som aldrig blev av – generaliserad accent 2 i Östra Mälardalen. Folkmålsstudier, 2000
- The Phonology of Classical Greek Meter. Linguistics, 2000 (zusammen mit Chris Golston)
- Svensk smeknamnsfonologi. Studia Anthroponymica Scandinavica, 2002
- Historien om tonaccenten. Studier i svensk språkhistoria, 2005
- Rhythm. The Encyclopedia of Language and Linguistics, 2005
- Tones and Tunes, 2007 (zusammen mit  Carlos Gussenhoven)
- Börk börk börk. Ehula hule de chokolad muus, 2008
- Accents left and right. I: Versatility in Versification, 2009
- Osynliga former i ordbildningen. Svenska akademiens handlingar, 2009
- Prosodi i svenskans ordbildning, 2009
- Retroflektering. Meijerbergs arkiv för svensk ordforskning, 2010
- Birgitta Trotzig : inträdestal i Svenska akademien. Stockholm, 2011
- The Phonology of Swedish. The Phonology of the World’s Languages